# Altrhein-Königsee
Der Altrhein-Königsee ist ein Naturschutzgebiet im Naturraum Nördliche Oberrhein-Niederung in Baden-Württemberg und liegt östlich der einstigen Ortschaft Alt-Dettenheim.

## Geographie
Das Naturschutzgebiet liegt auf dem Gebiet der heutigen Gemeinde Dettenheim, vormals Liedolsheim.

## Geschichte
Zusammen mit dem Weingartener Moor ist der Altrhein-Königsee das älteste Naturschutzgebiet im Karlsruher Landkreis. Der Königsee entstand aus einem Altrheinarm und gehört wie die gesamte Dettenheimer Rheinniederung zu den Natura-2000-Gebieten.

## Beschreibung
Das Gebiet wurde per Verordnung am 9. März 1942 durch das Badische Ministerium des Kultus und Unterrichts als Naturschutzgebiet ausgewiesen und hat eine Fläche von knapp 12 Hektar. Es wird unter der Schutzgebietsnummer 2.016 geführt und ist in die IUCN-Kategorie IV als Biotop- und Artenschutzgebiet eingeordnet. Der CDDA-Code lautet 81279  und entspricht zugleich der WDPA-ID.
Zum Zeitpunkt der Unterschutzstellung dieses Restes einer weitgehend abgeschlossenen Altrheinschlinge mit gut ausgebildeter Teichrosen-Gesellschaft, Seekanne, Röhrichten und Seggenrieden waren neben einer auffällig artenreichen Kleintierwelt auch die Eignung als Brutplatz zahlreicher Sumpf- und Wasservögel von Bedeutung. So wurden Große Rohrdommel und Zwergdommel namentlich erwähnt. Erstere ist hier – wie im gesamten Bundesland Baden-Württemberg – als Brutvogel schon lange restlos verschwunden.

## Flora und Fauna

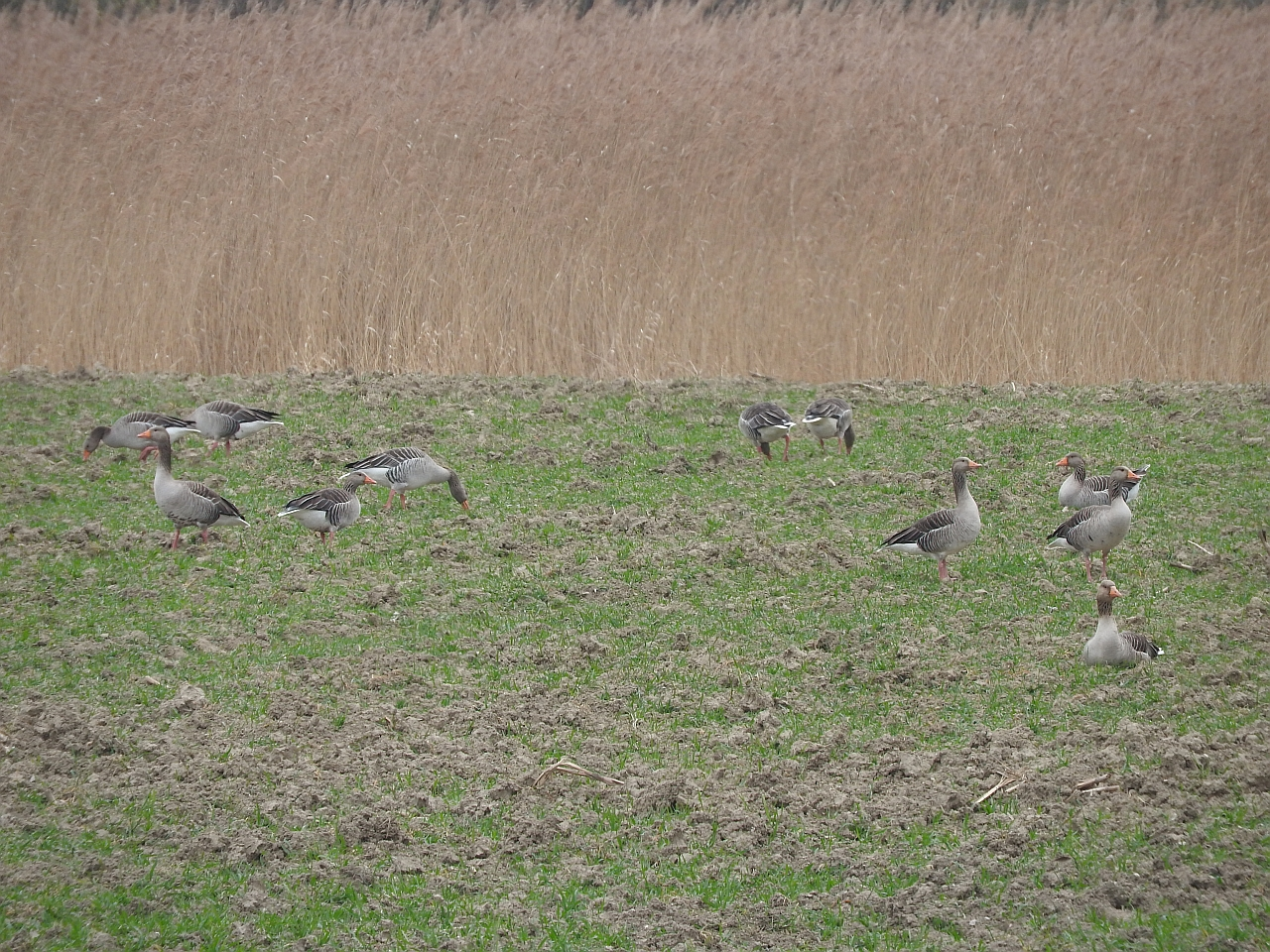
Graugänse im Naturschutzgebiet Altrhein-Königsee

Trotz seiner geringen Ausdehnung und obwohl bedeutende Vorkommen seit der Zeit der Unterschutzstellung erloschen sind, gibt es für einige Arten hier immer noch bedeutende Restvorkommen. So sind Eisvogel, Blaukehlchen, Rohrweihe, Wasserralle und Zwergtaucher noch regelmäßige Brutvögel. Der Moorfrosch verzeichnet hier sein landesweit größtes Vorkommen. Eine von zahlreichen hier vorkommenden Libellenarten ist die Zierliche Moosjungfer, eine der seltensten Libellenarten Deutschlands. Sie fliegt von Mitte Mai bis Ende Juni und hat hier beziehungsweise in der Rheinniederung bei Karlsruhe ihren in fast ganz Baden-Württemberg letzten Fundort. Regelmäßig zu Besuch ist die kleinste mitteleuropäische Fledermausart die Mückenfledermaus, deren bisher größte Wochenstube dieser Art in Deutschland auf der gegenüberliegenden Seite des Rheines in einer alten Ziegelei bei Sondernheim verzeichnet wurde.

## Literatur

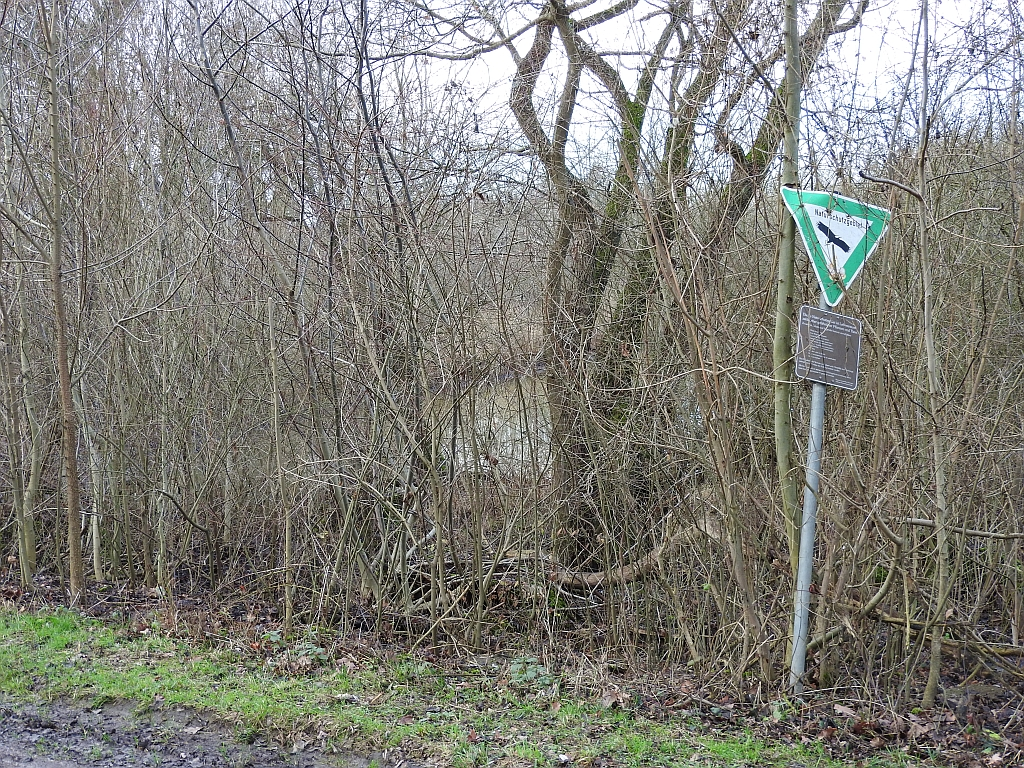
Naturschutzgebiet Altrhein-Königsee